# Crișan
Gheorghe Giurgiu, cunoscut sub numele de Gheorghe Crișan sau Crișan (n. 1732, Crișan, România – d. 13 februarie 1785, Alba Iulia, Monarhia Habsburgică), a fost, împreună cu Horea și Cloșca, unul dintre conducătorii răscoalei din Transilvania din 1784.

## Date biografice
S-a născut în 1732 în localitatea Vaca (oficial, în germană Vaka, maghiară Váka), azi satul Crișan, fiind fiul lui Petru Golda din Vaca și al fiicei preotului Toader (Toager) Giurgiu din Giurgești, care slujea la Străuți-Bulzești. Rămas orfan de ambii părinți, a fost înfiat și crescut de bunicul matern, Toader Giurgiu, care i-a dat numele său. Prenumele i-a rămas cel de la botez, Gheorghe.
A urmat școala la Abrud sub numele de Gheorghe Giurgiu. Și-afăcut serviciul militar în regimentul contelui Ferenc (în română Francisc) Gyulai.
Numele de „Crișan” este o poreclă, primită abia după ce s-a stabilit la Cărpiniș, unde s-a însurat, porecla referindu-se la faptul că provenea din valea Crișului Alb.
A comandat acțiunile țăranilor răsculați din Zarand, activând apoi la Câmpeni, Abrud și Cricău. 
Din tabăra sa a pornit, în numele lui Horea, Ultimatumul țăranilor (11 noiembrie 1784) ce au luptat apoi împotriva trupelor imperiale austriece în zona Zarandului, la Brad și la Hălmagiu. 
După reprimarea răscoalei, la 30 ianuarie 1785 a fost prins la hotarul comunei Mogoș datorita trădării unor iobagi participanți la răscoală, îndrumați de preoții Moise din Cărpiniș și Simion din Bucium. A fost închis la Alba Iulia, unde la 13 februarie 1785 s-a sinucis, sugrumându-se cu curelele de la opinci. În momentul prinderii, Crișan ar fi spus unui țăran pe nume Zachei Târziu: „Nu te teme frate, pentru că lucrul pornit de noi n-o să rămâie negata!”
A fost condamnat la tragere pe roată, sentință executată asupra cadavrului său, deoarece Crișan se spânzurase în închisoare; ulterior a fost tăiat în patru bucăți, plasate în Abrud, Bucium, Brad și Mihăileni, iar capul său a fost pus în țeapă în fața casei sale din Cărpiniș.

## Memoria posterității
Numele său este asociat cu cele ale lui Horea și Cloșca în diverse toponime de străzi care celebrează răscoala din 1784.
În 1929 în satul său natal i-a fost ridicat un bust de bronz, realizat de Marcel Olinescu. În 1930 satul Vaca și-a schimbat denumirea în Crișan.
În 1979 a fost reconstituită casa sa natală din Crișan după o fotografie publicată de istoricul Ioan Lupaș în 1934. Casa găzduiește o expoziție documentară despre istoria satului Crișan, a răscoalei din 1784 și a rolului lui Crișan în ea. Aici se organizează anual, în luna octombrie, manifestarea cultural-artistică Omagiu lui Crișan.

## Despre Marcu Giurgiu
Marcu Giurgiu a fost un locuitor din Crișcior, cel care a înscris iobagii din Crișcior pentru a fi înrolați în armata habsburgică. Tot el a dus această listă cu semnăturile lor la Bălgrad, iar în timpul răscoalei a fost numit de Crișan conducătorul iobagilor din Crișcior. Dată fiind asemănarea numelor și faptului că amândoi erau conducători în răscoala de la 1784, există numeroase confuzii între ei, inclusiv în lucrări cunoscute. Numele de Marcu Giurgiu de pe troița din Giurgești se referă la acesta.